# Leninski Prospekt (metrostation)
Leninski Prospekt (Leninlaan Russisch: Ленинский проспект uitspraakⓘ) is een station aan de Kaloezjsko-Rizjskaja-lijn van de Moskouse metro dat is geopend op 13 oktober 1962.

## Geschiedenis
In het begin van de jaren zestig van de twintigste eeuw kruisten de Leninlaan en de Vavilovastraat de kleine ringspoorlijn van Moskou over een brug. Het metrostation werd ongeveer halverwege beide bruggen onder de ringspoorlijn gebouwd en kreeg aan beide de zijden van de ringspoorlijn een toegangsgebouw van gewapend beton.

## Bouw
Het ondergrondse deel van het station is een ondiep gelegen zuilenstation op 16 meter diepte. Het station ligt haaks onder de ringspoorlijn en is gebouwd volgens de openbouwputmethode. Dit gebeurde met twee bouwputten waarbij de sporen van de ringspoorlijn werden verlegd. Nadat het eerste deel was afgerond werden de sporen van de ringspoorlijn weer teruggelegd, waarna werd begonnen met de tweede bouwput. De bouwputten werden bemalen met onderwaterpompen en aan de bovenkant voorzien van een 20 tons portaalkraan. De dragende wanden bestaan geheel uit gewapend beton waarbij aannemer Metrostroi voor het gieten van het beton voor het eerst gebruik maakte van betonpompen. De gebruikte technieken werden vervolgens door tunnelbouwer L. Romanov toegepast bij de aanleg van de salangtunnel in Afghanistan. De bouwplaats stond onder leiding van G.I. Glikin en hoofdingenieur P.V. Sacharov van de bouw en installatiegroep 5 van metrostroi.

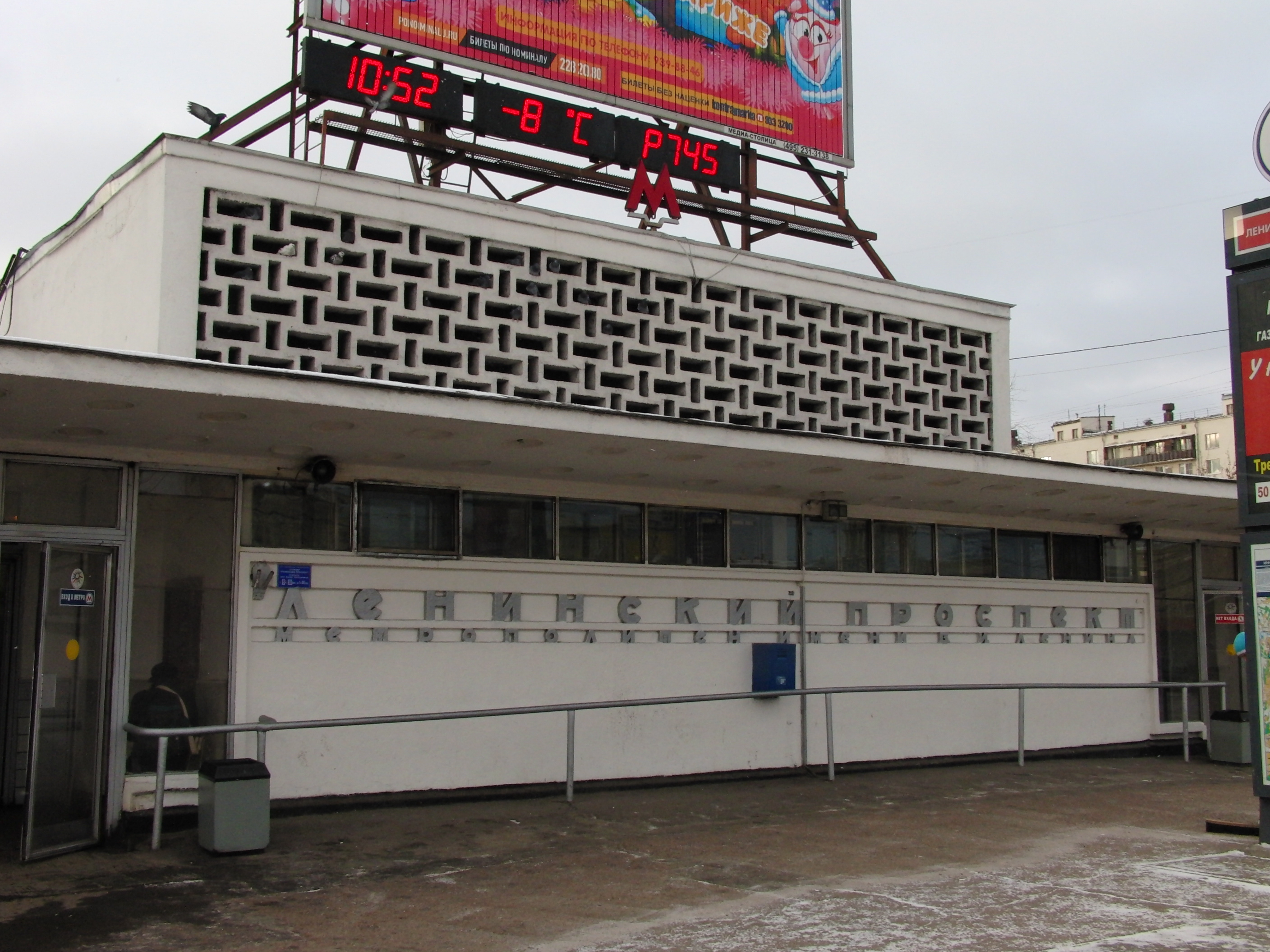
Het toegangsgebouw
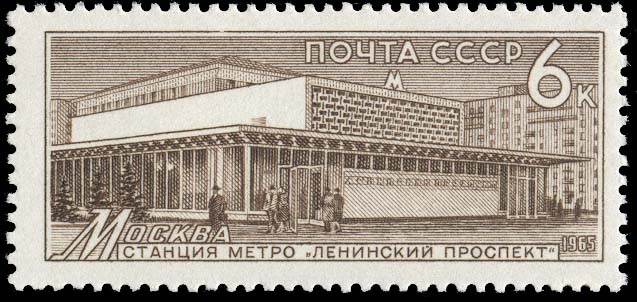
Nog zonder reclame op een postzegel uit 1965
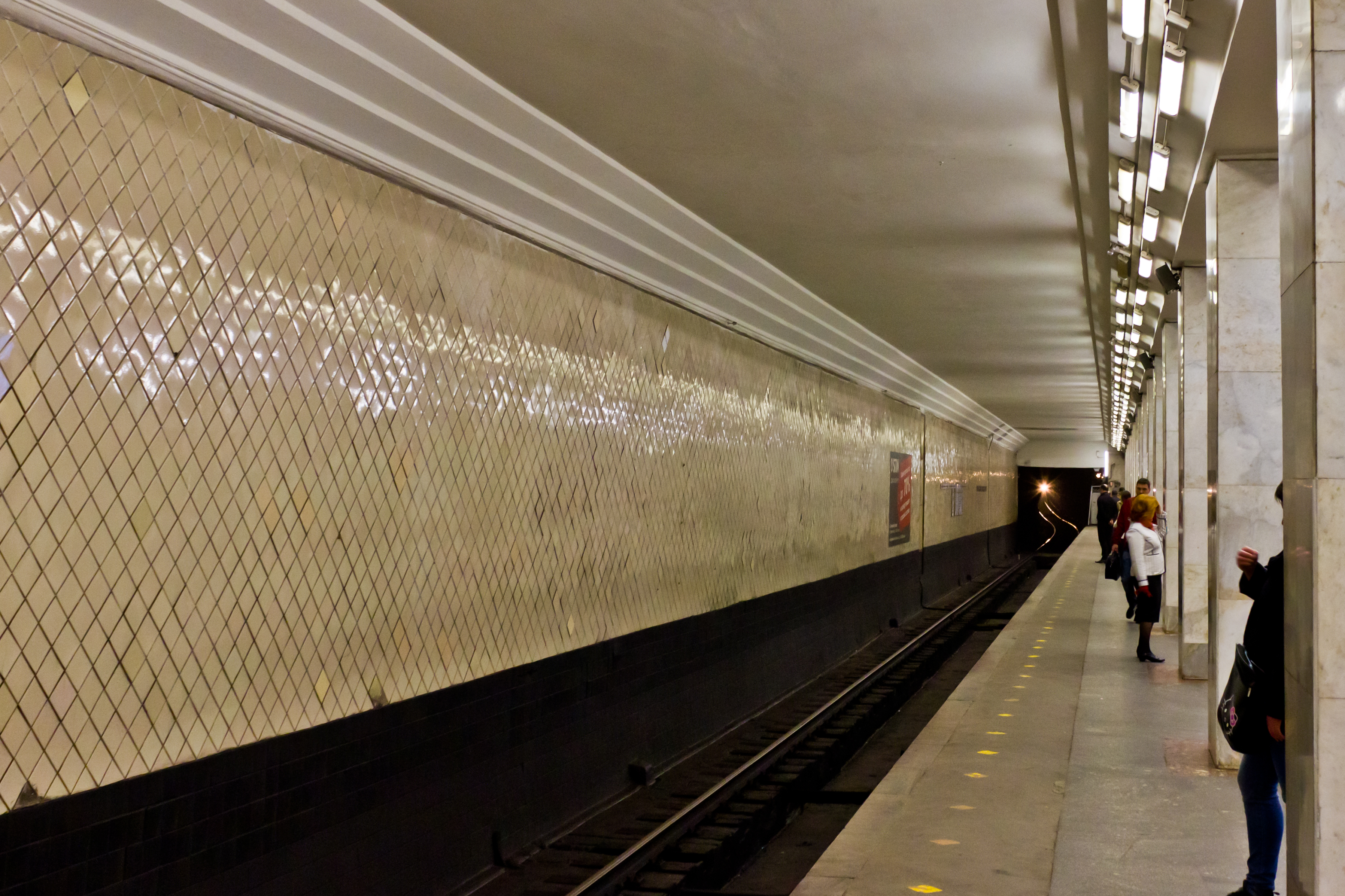
Het perron

## Inrichting
Het ondergrondse deel heeft 80 zuilen op het perron met een onderlinge afstand van 4 meter. Aan beide uiteinden is het perron via roltrappen met de toegangsgebouwen verbonden. In het midden van het perron is al in 1962 een trap gebouwd voor een eventuele overstap op de ringspoorlijn. Pas in 2016 werd deze in gebruik genomen toen het station Plosjtsjad Gagarina aan de Moskouse centrale ringlijn werd geopend. De kolommen zijn bekleed met wit en geelachtig marmer terwijl de tunnelwanden waren betegeld met lichtbeige tegels. In de loop der jaren lieten deze echter los en werden dan in de nachtelijke uren weer ingelijmd. In 2016 werden ze vervangen door marmer in een vergelijkbare kleur. De vloeren bestaan uit grijs en bruin graniet. De verlichting is in de langsrichting langs de balken op de zuilen en verschilt daarmee van de andere ondiep gelegen zuilenstations aan de Kaloezjsko-radius.

## Reizigersverkeer
In maart 2002 bedroeg het aantal reizigers 61.600 per dag. De eerste trein van de dag vertrekt op even dagen doordeweeks om 5:42 uur en in het weekeinde om 5:45 uur richting het centrum. Op oneven dagen is dat om 5:43 uur respectievelijk 5:41 uur. Naar het zuiden vertrekt de eerste trein op even werkdagen om 6:00 uur en op oneven werkdagen 0m 6:01 uur. In het weekeinde is het op alle dagen om 6:02 uur. De overstappers tussen de  metro en de centrale ringlijn (lijn 14) moeten via toegangspoortjes en door een lokettenhal naar de andere lijn. Zolang de reiziger binnen 90 minuten na het begin van de reis met hetzelfde kaartje overstapt wordt echter niet opnieuw het instaptarief in rekening gebracht. Tussen 30 oktober 2016 en 25 februari 2018 werd het noordelijke toegangsgebouw volledig gesloopt en vervangen door een nieuw gebouw waarbij tevens nieuwe roltrappen werden geïnstalleerd. Het zuidelijke toegangsgebouw was van 15 juli tot 3 september 2016 gesloten voor groot onderhoud echter zonder de roltrappen te vervangen.